# Xã Jackson, Quận Clinton, Indiana
Xã Jackson (tiếng Anh: Jackson Township) là một xã thuộc quận Clinton, tiểu bang Indiana, Hoa Kỳ. Năm 2010, dân số của xã này là 1.173 người.